# Günther Teutsch
Günther Robert Teutsch, född 1 mars 1931 i Sächsisch-Regen, Rumänien, bosatt i Holm strax utanför Halmstad, är en svensk målare, skulptör och var fram till pensioneringen också verksam som bildlärare på Örjansskolan i Halmstad.
Teutsch föddes i Transsylvanien i Rumänien och tillhörde landets tyskspråkiga protestantiska minoritet. Han var son till arkitekten Johann Teutsch och Olga Katharina Dephner och från 1956 gift med sjuksköterskan Anna-Lena Drejare. Han flydde från landet med tåg via Ungern till Österrike i september 1944 och utbildade sig vid Akademie der Bildenden Künste München 1951–1956 och som stipendiat vid Kungliga konsthögskolan i Stockholm 1954–1955 samt vid Oskar Kokoschkas sommarakademier i Salzburg 1954 och 1955. Han är sedan 1956 bosatt i Sverige och har under 1960-talet genomfört ett stort antal studieresor bland annat som stipendiat till New Mexico. Separat ställde han bland annat ut i Falkenberg och Halmstad och tillsammans med Rose-Marie Dreierström ställde han ut i Växjö. Han medverkade bland annat i Vårsalong 62 som visades i Jönköping och Smålands konstnärsförbunds utställningar på Smålands konstarkiv i Växjö, Värnamo och Landskrona samt en utställning i München. Hans verk finns bland annat i Immanuelskyrkan (oljemålning), Holms kyrka (glasmålningar), vid Norre torg (emaljmålning) och vid studentbostäderna på Gamletull (fontän i brons), samt i österrikiska Haid där han gjort mosaik och kyrkfönster för den protestantiska kyrkan och en väggmålning på lasarettet i Växjö. Hans konst består av ett figurativt måleri med människor, figurer och landskap.